# Efapel-Glassdrive/2013
Deze pagina geeft een overzicht van de Efapel-Glassdrive-wielerploeg in 2013. 

## Algemene gegevens
Algemeen manager: Carlos Pereira
Ploegleiders: Carlos Pereira
Fietsmerk: BMC
Budget: niet bekend

## Renners
| Naam                       | Geboortedatum | Nationaliteit | Ploeg 2012                |
| -------------------------- | ------------- | ------------- | ------------------------- |
| Joni Brandão               | 20-11-1989    | Portugal      | Burgos BH-Castilla y León |
| Hernâni Brôco              | 13-06-1981    | Portugal      | Caja Rural                |
| Filipe Cardoso             | 15-05-1984    | Portugal      |                           |
| Marco Cunha                | 28-02-1987    | Portugal      | Geen                      |
| Arkaitz Durán              | 18-05-1986    | Spanje        | Geen                      |
| César Fonte                | 10-12-1986    | Portugal      |                           |
| Nuno Ribeiro               | 09-09-1977    | Portugal      |                           |
| Sandro Filipe Silva        | 20-02-1988    | Portugal      |                           |
| Sérgio Miguel Vieira Sousa | 11-10-1983    | Portugal      |                           |
| Rui Sousa                  | 17-07-1976    | Portugal      |                           |
| Ricardo Vilela             | 18-12-1987    | Portugal      |                           |

## Overwinningen
| Portugees kampioen Winnaar: Joni Brandão Ronde van Portugal 4e etapper: Rui Sousa |

2000 · 2001 · 2002 · 2003 · 2004 · 2005 · 2006 · 2007 · 2008 · 2009 · 2010 · 2011 · 2012 · 2013